# Barna Tamás
Barna Tamás (Budapest, 1975. október 8. – ) kommunikációs szakember, a Republic Group egyik alapítója és tulajdonosa, a BrandFestival elnöke.

## Pályafutása
1998-ban Fabricius Gáborral és Kolmann Áronnal alapította meg a Republic Group reklámügynökséget, amely rövidesen meghatározó szereplővé vált a hazai kreatíviparban. Vezetőként a cég folyamatos fejlődésén dolgozik, az évek során pedig olyan kiemelt ügyfeleknek nyújtott márka- és kommunikációs tanácsadást, mint az UNIQA, a Sony, az ING és a Coca-Cola.
2001-ben megalapította a BrandFestivalt, amely indulása óta Európa egyik legjelentősebb szakmai eseményévé nőtte ki magát a marketing és a leadership területén.
2003-tól 2020-ig a Marketing & Média szerkesztőbizottsági tagja és rovatvezetője. 2006-ban a Pasadena-i ArtCenter College of Design vendégelőadójaként osztotta meg tapasztalatait a kelet-európai márkaépítésről, majd 2010-ben a New York-i Columbia Egyetem Management Essentials majd a High Impact Leadership programján tanult.
2000-től 2010-ig a Magyar Amatőrcsillagészok Baráti Körének elnökségi tagja.
2017-ben a Republic Group partnerségre lépett a londoni székhelyű Branded Content Marketing Associationnel (BCMA), ugyanebben az évben Barna Tamás ötletadója volt a MultiScreen Advertising konferenciának.
2025-től a Szegedi Tudományegyetem Filozófia Tanszékének hallgatója.

## Republic Group
1998 óta a reklámpiac egyik meghatározó, stabilan működő és kiterjedt nemzetközi tapasztalattal rendelkező szereplője. A 100%-ban magyar kézben lévő, független ügynökség az indulás óta több mint 1000 reklámfilmet és 2300 komplex kampányt valósított meg. Jelenleg közel 100 alkalmazottal szolgál ki, több mint 40 ügyfelet.
Az elmúlt évtizedek során ügyfeleik között tudhatták, a PENNY-t, az UNICEF-et, az Audit, a Mercedes-Benzt, a Novo Nordiskot, az MG-t, az Unicreditet, a Hyundai-t, a Mondelezt, a Coca-Colát, a McDonald's-ot, a Vodafone-t, a Johnson & Johnsont és a Pfizert.
A Republic Group által készített kampányok és filmek az elmúlt 27 évben összesen 38 jelentős hazai és nemzetközi szakmai elismerésben részesültek. Az ügynökség 2 Arany Prizma, 1 Bronz Prizma, 5 Aranypenge (ebből 1 arany és 3 bronz), 2 Arany Craft, valamint 4 Arany Lollipop elismeréssel büszkélkedhet. Nemzetközi szinten olyan rangos díjakat nyertek el, mint a Gold A'Design Award, a Golden Hammer Gold, a Cannes Golden Media Lion és a Gold LIA - London International Award. További eredményeik közé tartozik a New York Festival shortlist helyezése, az Epica Awards, Golden Drum és Clio Awards ezüstérmei. A munkáikat számos egyéb kategóriában is elismerték, például a Sabre Awards Certificate of Excellence díjával.
Mindemellett a Siegel & Gale New York stratégiai partnerei 2001 óta.

## BrandFestival
A Republic Group 2001 óta szervezi meg évről évre Közép-Európa egyik legnagyobb márkastratégiai konferenciáját, a BrandFestivalt.
Az esemény tematikája az első időszakban kimondottan a márkaépítés ereje köré szerveződött, mára pedig az üzleti sikeresség is központi elemmé vált. Így lépett elő az évek során egy felsővezetői stratégiai rendezvénnyé.
A BrandFestival történetének elmúlt több mint két évtizede alatt jelentős nemzetközi rangra tett szert. A konferencián már több mint 1000 brand képviseltette magát, több mint 2500 szakértő tartott előadást, és több mint 10.000 regisztrált vendég vett részt.
A rendezvény színvonalát jól mutatja, hogy az iparág kiemelkedő szakértői mellett olyan előadók osztották meg tapasztalataikat a közönséggel, mint
- Monica Lewinsky társadalmi aktivista, aki a zaklatás ellen küzd,
- Ngima Nuru, a 22-szeres Everest-csúcstartó serpa,
- Csíkszentmihályi Mihály, a flow-élmény pszichológiájának nemzetközileg elismert szakértője
- Edmund Strother Phelps amerikai közgazdász, aki Közgazdasági Nobel-emlékdíjat kapott makrogazdasági elemzéséért,
- Roberto Boscolo, a Boscolo Collection Hotels vezérigazgatója,
- És Robert Aumann izraeli-amerikai matematikus, az Egyesült Államok Nemzeti Tudományos Akadémiájának tagja.

2022-ben a BrandFestival négy kategóriában is a világ legjobbjai közé került a londoni Conference & Events Awards díjátadón.
A rendezvény 2024 őszén jelentős mérföldkőhöz érkezett: Budapestről Berlinbe költözött, ezzel is tovább erősítve vezető szerepét Európa szerte. A nemzetközi színrelépést olyan neves stratégiai partnerekkel közösen valósította meg, mint a Superbrands Germany, az AI Film Fest Amsterdam és az    IU Internationale Hochschule (International University).

## Interjúk, médiaszereplések
- http://www.origo.hu/gazdasag/20170207-20-eves-a-republic-group-reklamugynokseg.html
- http://kreativ.hu/cikk/barna_tamas_ujjaszuletett_new_yorkban
- http://www.vg.hu/kkv/hatekony-kkv-marketing-423747 Archiválva 2017. augusztus 9-i dátummal a Wayback Machine-ben
- https://web.archive.org/web/20140706081347/http://azvagyamitolvasol.hvg.hu/2014/02/07/a-bonyolulttol-az-egyszeru-fele/
- https://www.mediapiac.com/marketing/Tanulni-tanulni-tanulni/16401/
- http://www.mediainfo.hu/interjuk/interview.php?id=100
- http://est.hu/cikk/54673/itt_a_helye_mindenkinek_-_barna_tamas_a_brand_festival_digital_szervezoje
- https://index.hu/gazdasag/magyar/reklam040504/
- http://nava.hu/id/3082424/
- http://tv2.hu/tv2klasszikusok/189863_reklamtorta-miert-huek-egy-markahoz-vasarlok.html